# Muretto di Alassio
Il Muretto di Alassio (soprannominato anche il muretto dell'amore e muretto degli artisti) è un'installazione situata nel centro dell'omonima città, precisamente lungo il corso Dante Alighieri. Consiste in un muro composto da pietre, caratterizzato dall'aggiunta di piccole piastrelle di ceramica. Queste piastrelle sono adornate da firme di personaggi famosi, stemmi di comuni italiani e stranieri, e sculture.
Posizionato accanto al parco giochi "Charlie Chaplin" e alla piazza dove si erge il monumento ai caduti, il Muretto si trova di fronte al "Caffè Roma". Fu proprio in questo bar che, nel 1953, l'idea di abbellire un "muro anonimo e spoglio" venne concepita da Mario Berrino, insieme al fratello Giorgio e dallo scrittore statunitense Ernest Hemingway.
È universalmente riconosciuto, insieme ai Baci di Alassio, come uno dei simboli più emblematici della cittadina, tanto che essa è talvolta soprannominata "la Città del Muretto".

## Storia

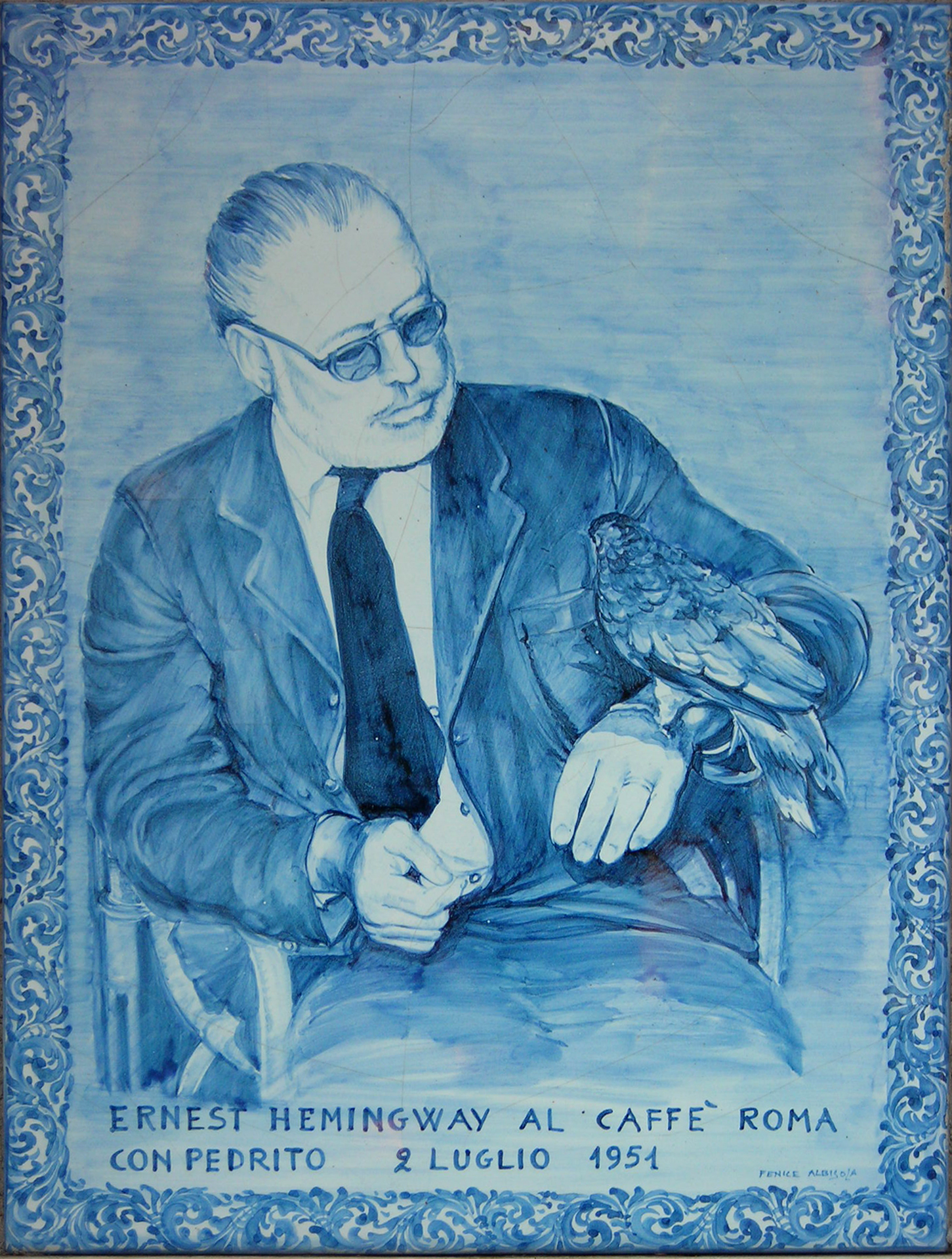
Ernest Hemingway ritratto al Caffè Roma

### La creazione
L'installazione del Muretto di Alassio si colloca temporalmente tra il 1951 e il 1953, quando il pittore Mario Berrino, animato dalla volontà di trasformare il muro spoglio e anonimo di fronte al suo bar, il Caffè Roma, decise di avviare questo progetto.

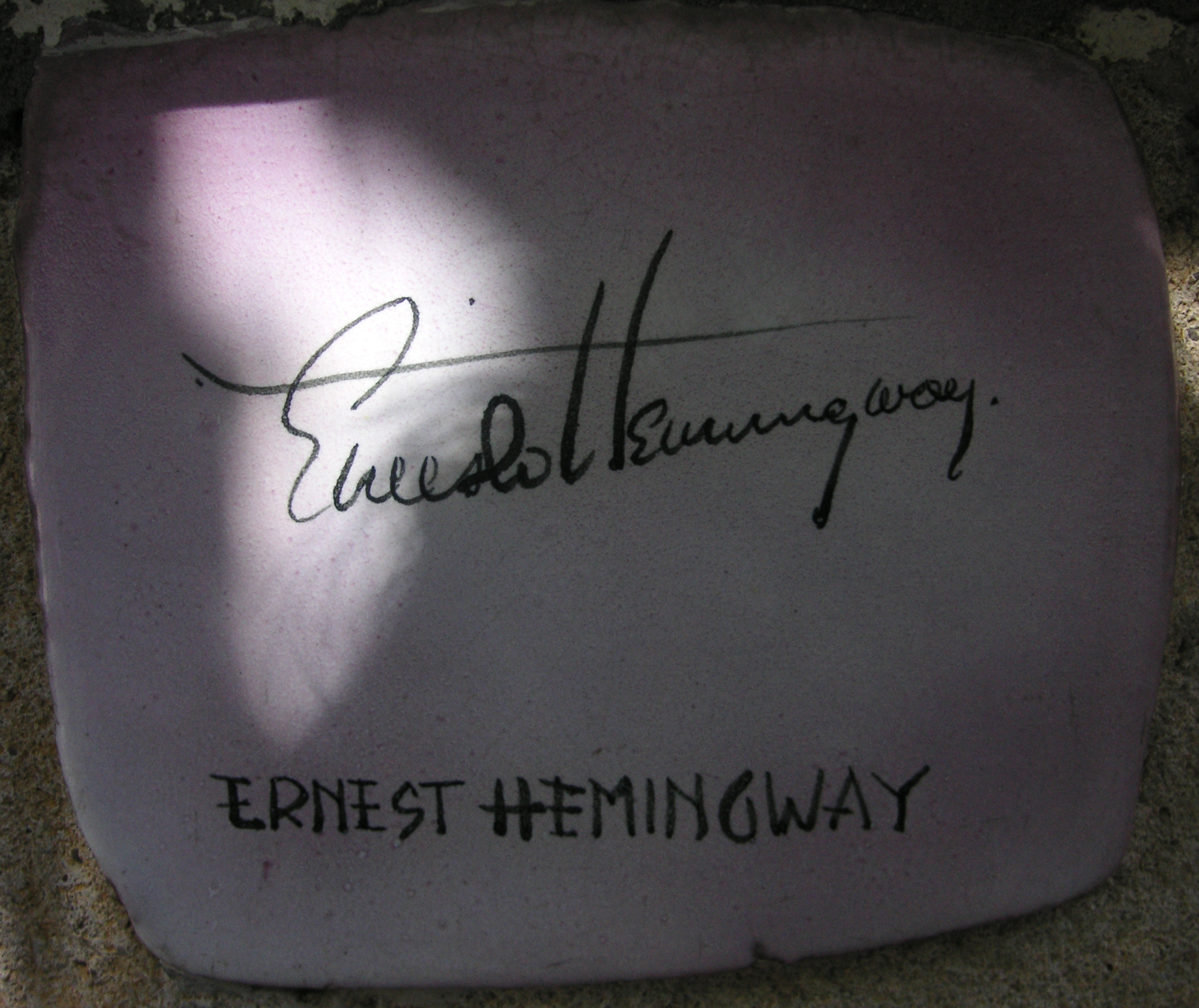
Piastrella autografata da Ernest Hemingway, la prima piastrella ad essere posta sul muretto.

Prima ancora dell'idea di realizzare il Muretto, Mario Berrino aveva avviato la pratica di raccogliere le firme dei personaggi famosi che frequentavano il suo bar. Questa abitudine di collezionare autografi si rivelò fondamentale nel processo creativo che portò alla nascita del Muretto di Alassio. Insieme al suo amico e cliente abituale Ernest Hemingway, il quale si trovava a soggiornare ad Alassio in quel periodo, Berrino concepì l'idea di aggiungere delle piastrelle con le firme dei personaggi illustri sopra il muretto davanti al Caffè Roma, ed Hemingway ne fu ampiamente d'accordo.
La prima piastrella ad essere posata sul Muretto di Alassio fu quella di Hemingway, seguita successivamente dal Quartetto Cetra e da Cosimo di Ceglie. Tuttavia, questa operazione avvenne di notte (o all'alba), al fine di evitare le complicazioni burocratiche e di non destare sospetti tra i residenti di Alassio. Nonostante la clandestinità dell'operazione, al mattino seguente, quando le prime tre piastrelle erano già visibili a tutti, nessuno sollevò obiezioni. Questo apparente assenso tacito incoraggiò ulteriormente l'iniziativa, portando all'incremento graduale delle piastrelle giorno dopo giorno.

### Miss Muretto

#### Fondazione

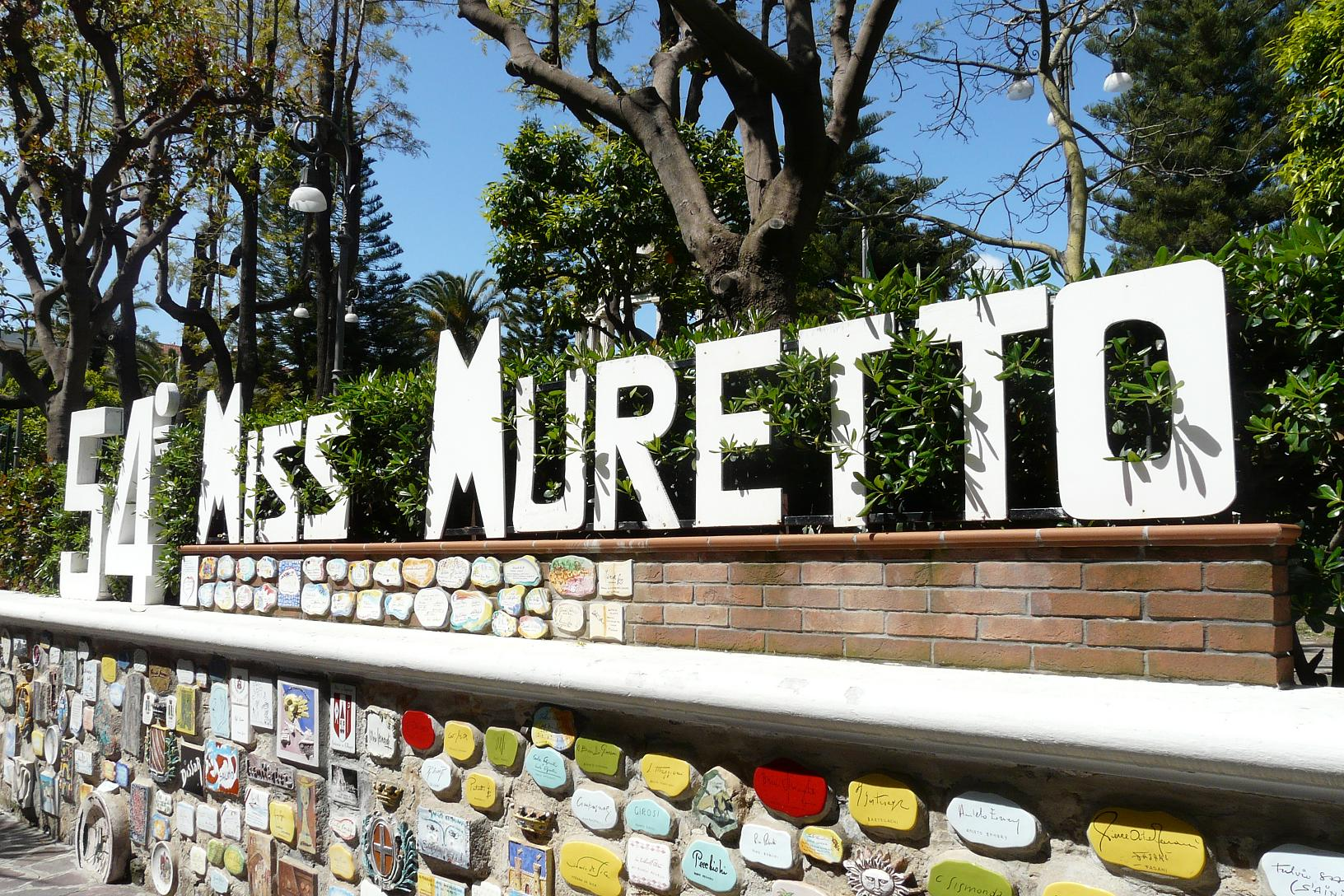
Insegna posta sul Muretto, per commemorare la cinquantaquattresima edizione di Miss Muretto.

Nell'estate del 1953, Alassio aveva già affermato la sua posizione come rinomata meta turistica. Il Muretto, nel frattempo, si era trasformato in un luogo di ritrovo popolare per i giovani. Durante questo periodo, emerse spontaneamente l'usanza di "eleggere" la ragazza più bella dell'estate, che presto acquisì il titolo di Miss Muretto.
I personaggi più noti che hanno preso parte a Miss Muretto sono Simona Ventura e Maria Teresa Ruta, rispettivamente vincitrici dell'edizione 1986 e dell'edizione 1977.

#### Dissoluzione
Dopo sessant'anni dalla sua prima edizione, nel 2013 si tenne l'ultima competizione di Miss Muretto, che vide la vincitrice Calina Simona Pletosu.
La decisione di concludere il concorso fu presa dal direttore della gara, Francesco di Biase, nipote del creatore del muretto Mario Berrino. L'obiettivo principale di questa scelta era quello di ristabilire l'attenzione sul Muretto stesso, il cui significato culturale rischiava di essere sopraffatto dall'attenzione concentrata sul concorso di bellezza.
La conclusione di Miss Muretto è stata probabilmente influenzata anche da fattori pratici, come la mancanza di fondi e la diminuzione dell'interesse per i concorsi di bellezza in Italia.

## Descrizione

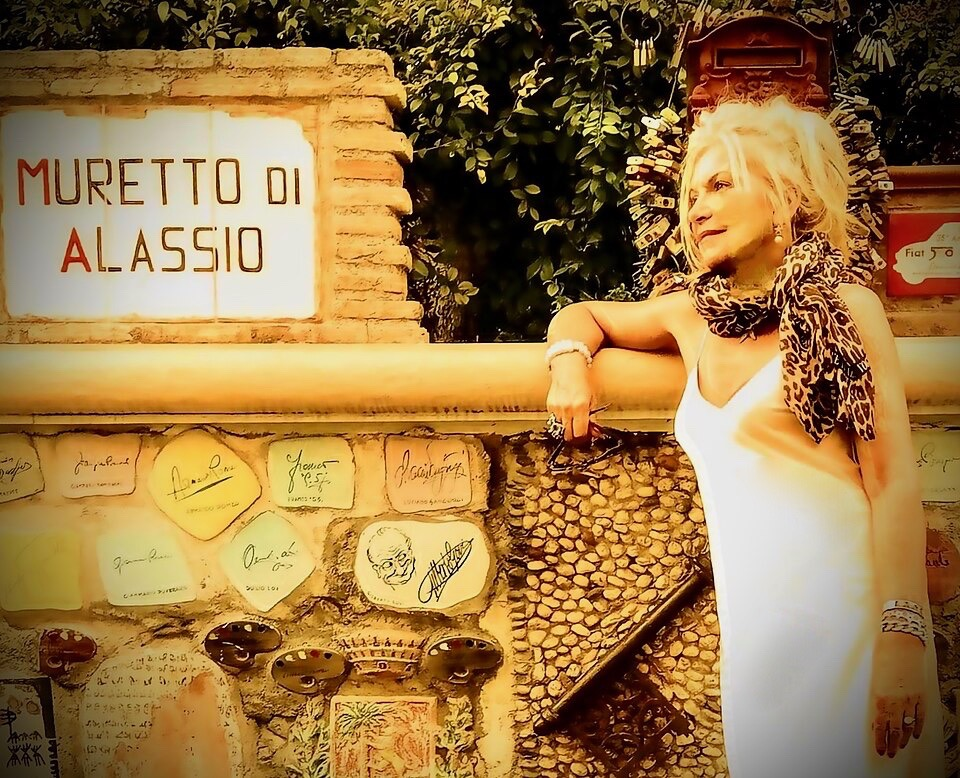
Una turista davanti al Muretto (agosto 2024)

Il muro è ora ricoperto di circa mille piastrelle in ceramica con la riproduzione degli autografi di personaggi famosi. Inizialmente quelli che avevano frequentato il locale di Berrino, da lui raccolti, poi con gli anni quelli che visitavano Alassio. Vi sono anche numerose piastrelle con stemmi di Comuni, associazioni e circoli, e anche di personaggi di fantasia (Hansel e Gretel). 
Fu poi aggiunta la statua bronzea degli Innamorati sopra il muretto, opera dello scultore Eros Pellini. Dagli anni della sua costruzione il Muretto è considerato il simbolo di Alassio, una meta ambita per i turisti di tutto il mondo.

## Il "Muretto dei Cani"

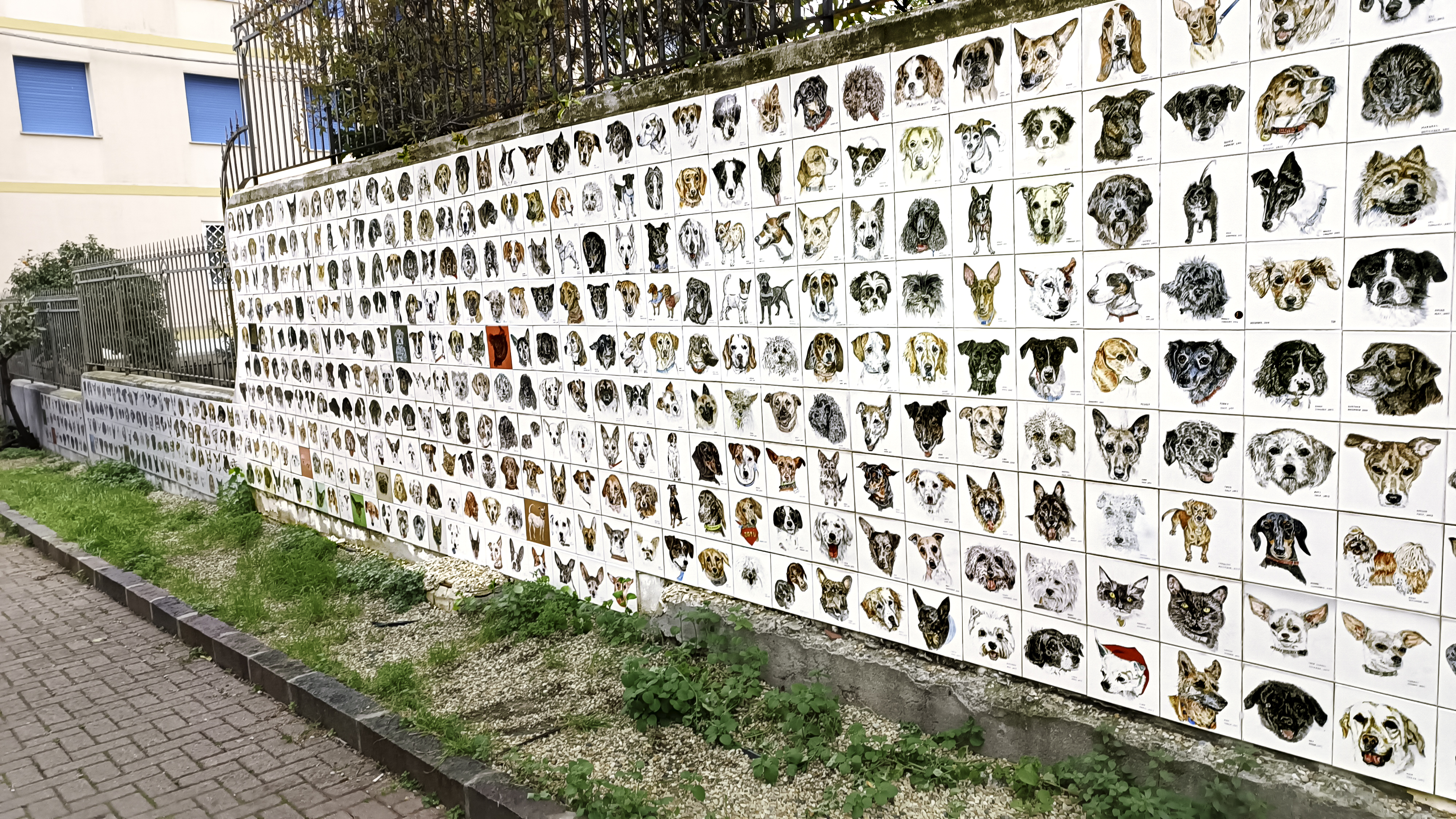
Il muretto dei cani.

Il 25 marzo 2013, seguendo l'esempio del Muretto di Alassio, l'artista e ceramista statunitense Sandra Cache inaugurò il Muretto dei Cani. Situata all'estremità iniziale di Corso Dante Alighieri, precisamente nei giardini Morteo, questa opera d'arte presenta al 2020 circa 500 piastrelle raffiguranti animali, principalmente cani, ma anche conigli e gatti. Un elemento particolarmente significativo è la messa in risalto delle piastrelle destinate ai cani guida per non vedenti.